# Réserve écologique de la Forêt-la-Blanche
La réserve écologique de la Forêt-la-Blanche est une réserve écologique du Québec (Canada) située à Mayo sur les rives du lac la Blanche, d'où la réserve tire son nom. C'est l'une des rares réserves écologiques où la visite est autorisée au grand public.
La forêt la Blanche est l'une des dernières forêts primitives du sud du Québec. Le territoire est recouvert en grande partie par une érablière à hêtres. Des sentiers de randonnée et d'interprétation parcourent le parc. Il est aussi possible d'y faire de la randonnée en raquette, ainsi que du ski de fond l'hiver.

## Toponymie
Le nom de la réserve provient de la forêt La Blanche, qui tire elle-même son nom du lac la Blanche. Le nom du lac indiqué dès 1863 sous le nom de « lac de la Rivière-Blanche » vient de la rivière Blanche, un affluent de l'Outaouais. Plusieurs affluents de cette rivière portent d'ailleurs des noms de couleurs, comme la rivière Rouge.

## Géographie
La réserve de 20,52 km2 est localisée dans les municipalités de Mayo, Saint-Sixte et Mulgrave-et-Derry, toutes situées dans la municipalité régionale de comté de Papineau, dans la région de l'Outaouais.
Elle est accessible à partir de la route 315 à 16 km au nord de Buckingham.

### Géologie et relief
Le sous-sol de la forêt la Blanche est composé de gneiss du Précambrien. On retrouve cependant du marbre dans la partie nord. Les dépôts de surface sont en majorité composés de till indifférencié provenant de la glaciation du Wisconsin. Le nord-ouest de la réserve est plutôt composé d'une terrasse alluviale de nature fluvioglaciaire.
L'altitude dans l'aire protégée va de 181 m au niveau du lac la Blanche à 325 mètres.

### Hydrographie
Les eaux de la réserve font partie du bassin de la rivière des Outaouais. À l'exception du sud-est de la réserve, l'eau s'écoule par la rivière Blanche en passant par le lac la Blanche. Le seul cours d'eau d'importance de l'aire protégée, la rivière Inlet la traverse d'ailleurs au nord-ouest pour ce jeter dans le lac. Quelques lacs au sud est s'écoulent plutôt par la rivière Saint-Sixte, un affluent de la rivière de la Petite Nation.
Le parc comprend de nombreux lacs dont les plus importants en superficie sont les lacs au Poisson Blanc et Robert. Cependant seuls les lacs Amik, aux Hérons, en Ciel, Howard et Robert sont accessibles au public. Le lac La Blanche est quant à lui exclus de la réserve.

## Milieu naturel
La réserve écologique est située dans l'écorégion des Laurentides méridionales du cadre écologique canadien.

### Flore
La forêt dominante de la réserve est l'érablière sucrière (Acer saccharum) à  hêtres à grandes feuilles (Fagus grandifolia). On retrouve aussi quelques pins blancs (Pinus strobus). On retrouve aussi une prucheraie (Tsuga canadensis), une bétulaie blanche (Betula papyrifera) à peupliers et une chênaie à ostryers (Ostrya virginiana). Les dépressions humides sont accompagnées de la bétulaie jaune (Betula alleghaniensis) à frênes noirs (Fraxinus nigra).

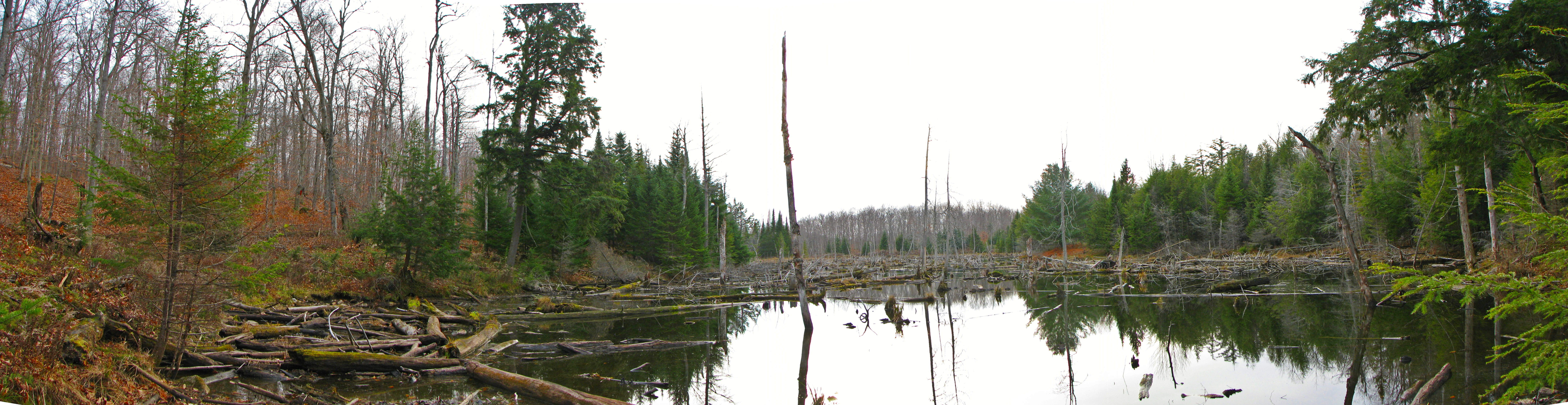
Panorama d'un étang dans la réserve.

## Galerie

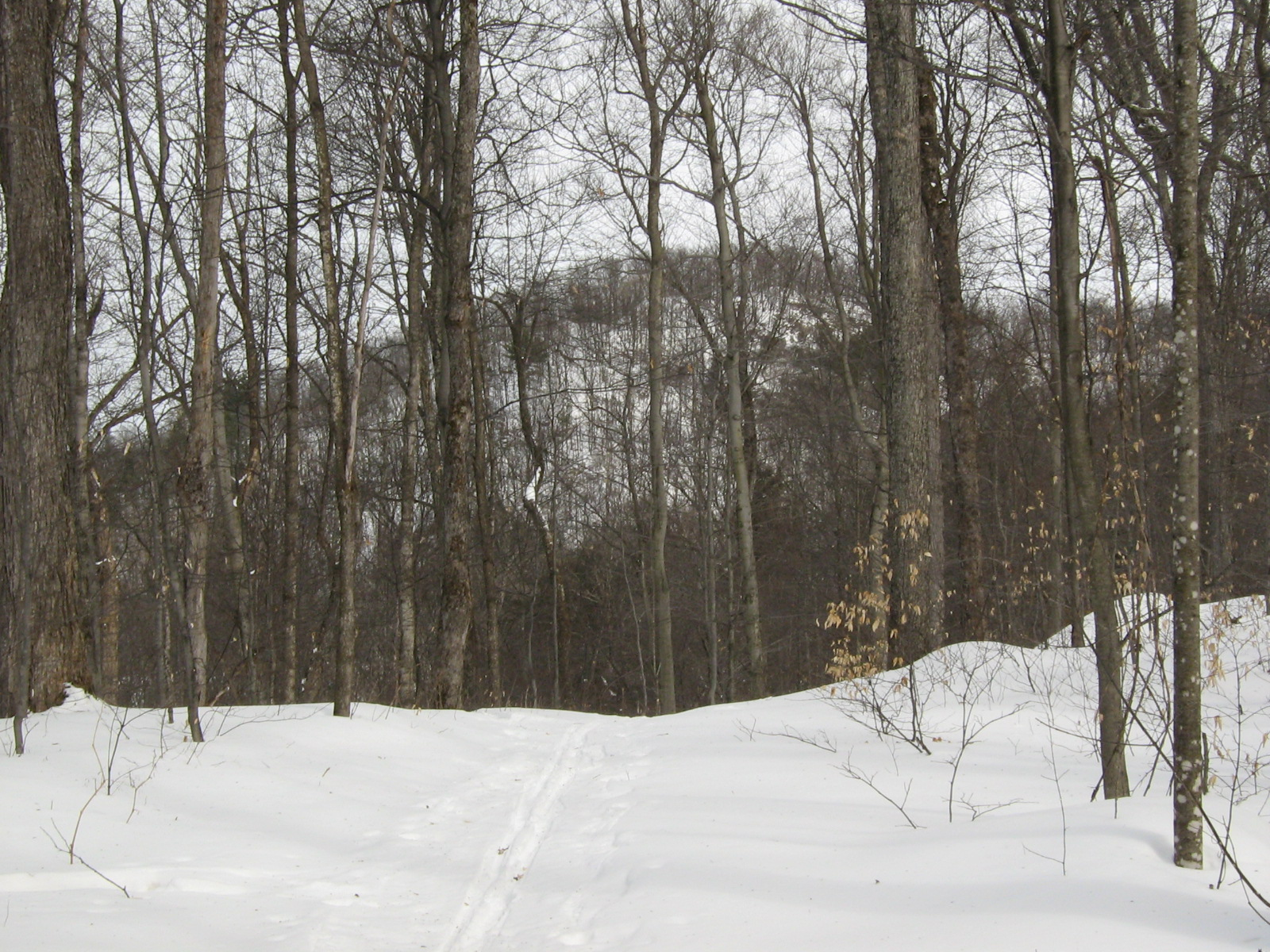
Vue hivernale du sentier de l'Orignal
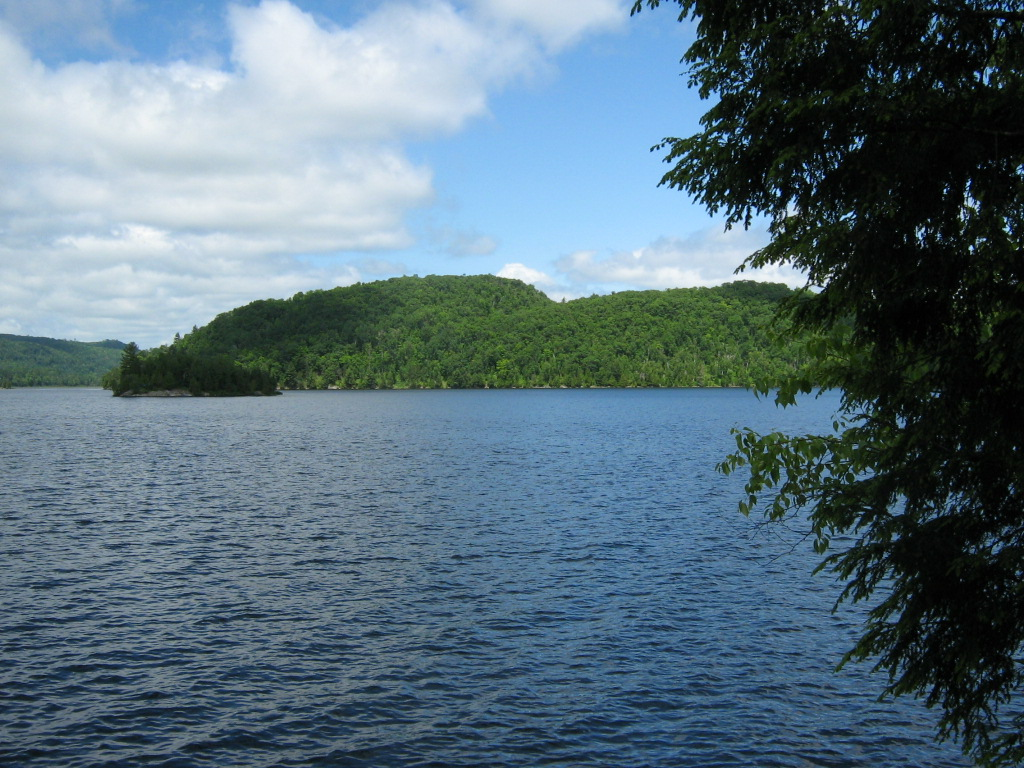
Vue du lac la Blanche